# San Luis Potosí (Bundesstaat)

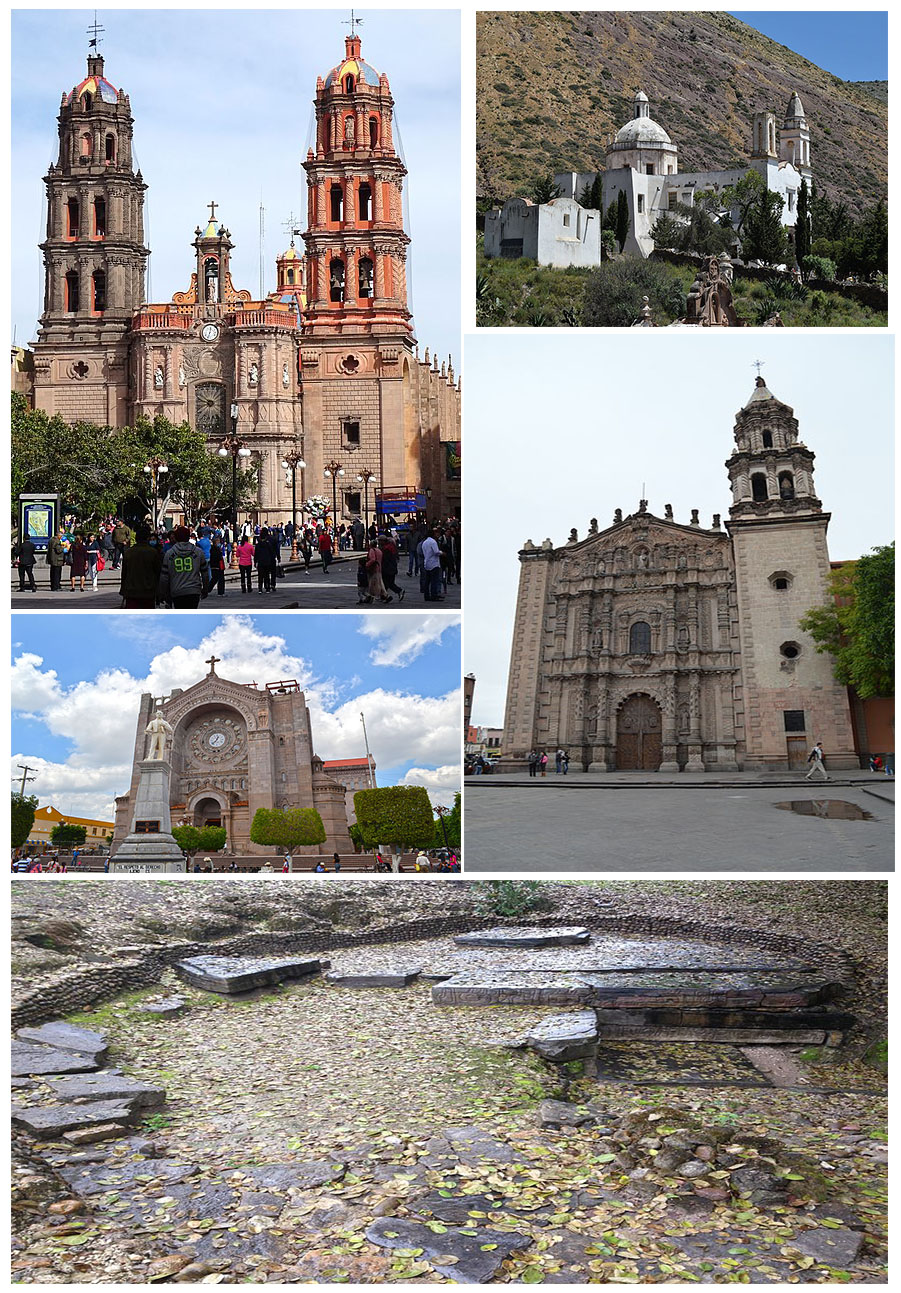
San Luis Potosí (Bundesstaat) – Bildcollage

Der Bundesstaat San Luis Potosí, offiziell Freier und Souveräner Staat San Luis Potosí (spanisch Estado Libre y Soberano de San Luis Potosí), liegt in der nördlichen Mitte Mexikos. Er grenzt im Norden an die Bundesstaaten Zacatecas und Nuevo León, im Nordosten an Tamaulipas, im Südosten an Veracruz, im Süden an Hidalgo, Querétaro und Guanajuato, im Südwesten an Jalisco und im Westen wiederum an Zacatecas. Bei knapp 61.000 km² Fläche hat der Bundesstaat etwa 2,8 Millionen Einwohner (2020).

## Geografie
Der Großteil der Landesfläche wird von einem Hochplateau mit ca. 1800 m Höhe und trockenem Klima eingenommen. Typische Vertreter der Vegetation sind Yucca, Agaven, Kakteengewächse (u. a. Nopal-Feigenkakteen, Orgelkakteen, Peyote) und Mesquiten, in den gemäßigten Zonen auch Eichen und Kiefern. Die höchste Erhebung (Cerro Grande) erreicht eine Höhe von ca. 3180 m. Nach Osten fällt die Landschaft des Bundesstaates zur Küste hin ab und bildet einen Teil der feucht-tropischen Region Huasteca. Der tiefste Punkt liegt ca. 50 m über dem Meeresspiegel.

## Bevölkerungsentwicklung
| Jahr      | 1950    | 2000      | 2020      |
| Einwohner | 856.066 | 2.299.360 | 2.822.255 |

Der deutliche Bevölkerungszuwachs beruht im Wesentlichen auf der immer noch anhaltenden Zuwanderung von Einzelpersonen und Familien aus den Dörfern der Umgebung.

## Geschichte
Die namensgebende Stadt San Luis Potosí, eine der „Silberstädte“ Mexikos, war wirtschaftlich jedoch schon immer auch als Zentrum eines Viehzuchtgebietes bedeutend. Benannt wurde sie nach dem französischen König Ludwig IX., genannt „Ludwig der Heilige“ (daher San Luis) und der Silberstadt Potosí im heutigen Bolivien, da man ebenso viel Reichtum erwartete wie aus den dortigen Minen. Der Bundesstaat wurde gegen Ende des Mexikanischen Unabhängigkeitskriegs am 22. Dezember 1823 gegründet. Während der französischen Intervention in Mexiko (1861–1867) war San Luis Potosí Sitz der republikanischen Regierung unter Benito Juárez.

## Politik

### Gouverneur
Die Regierung des Bundesstaates wird von einem direkt vom Volk gewählten Gouverneur (span.: Gobernador) geleitet. Die Zentralregierung wirkt stark in die Bundesstaaten hinein. Dies liegt in den vielfältigen Abhängigkeiten der Staaten von der Bundesregierung begründet, da diese den Staaten und Gemeinden einen Teil der Steuereinnahmen zuweist. Daneben haben die Ministerien Vertretungen (Delegaciones) in den Bundesstaaten, Regierungsbezirken und Gemeinden. Über diese werden Bundesmittel insbesondere für Sozialfürsorge und Entwicklungsprogramme vergeben.

## Sehenswürdigkeiten
Zum Bundesstaat gehören neben der Hauptstadt mit ihrer Kathedrale drei Pueblos Mágicos: Aquismón, Real de Catorce und Xilitla. Zu erwähnen sind auch die beiden präspanischen Stätten Tamtoc und Tamohi bei der Stadt Tamuín, die der Huaxteken-Kultur zugerechnet werden.